# Бережинська Валерія Андріївна
Валерія Андріївна Бережинська (нар. 10 квітня 1986, Миколаїв, УРСР) — українська баскетболістка.

## Життєпис
На молодіжному рівні виступала в США, брала участь у драфті ВНБА 2008 року в складі клубу «Детройт Шок». У складі «Сан-Антоніо Сілвер Старс» зіграла лише 2 матчі, не здійснивши жодного влучного кидка. Наступного сезону, напередодні його початку, залишла клуб.
У 2009 році брала участь у жіночому чемпіонаті Європи, на якому збірна України посіла останнє місце. На цьому турнірі в середньому набирала по 1,0 очку та 2,5 підбирань.
17 листопада 2010 року в Євролізі продемонструвала блискучу гру, набравши 19 очок та виконавши 16 підбирань, й допомогла «Мондевіллю» перемогти італійський «Таранто».
Після одного сезону в Туреччині у клубі «Тарсус» (в середньому у кожній зутрічі грала по 13 хвилин, набирала 5,1 очка та здійснювала 3,5 підбирань), в сезоні 2015 року знову виступала у Франції, в клубі «Тарбес». У «Тарбсі» відіграла один сезон, протягом якого в середньому набирала по 11,9 очки та здійснювала по 7,5 підбори, а по його завершенні повернулася до «Фламмес Кароло».

## Досягнення
- Чемпіонат Польщі
  -  Чемпіон (1): 2013[5]

- Кубок Польщі
  -  Володар (1): 2013[5]

- Чемпіонат Франції (Челендж-раунд)
  -  Володар (1): 2015[6].